# V Setmana Internacional de Cinema Fantàstic i de Terror
La V Setmana Internacional de Cinema Fantàstic i de Terror va tenir lloc a Sitges entre el 30 de setembre i el 6 d'octubre de 1972 sota la direcció d'Antonio Rafales amb la intenció de promocionar el cinema fantàstic i el cinema de terror. Hi havia dues seccions, una competitiva i una informativa. S'havia programat una retrospectiva de tres pel·lícules, però només en van passar una. I a la secció informativa, dues de les pel·lícules eren de Jesús Franco, que va decebre.

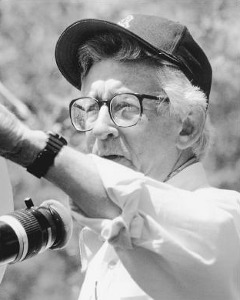
Robert Mulligan, premi al millor director

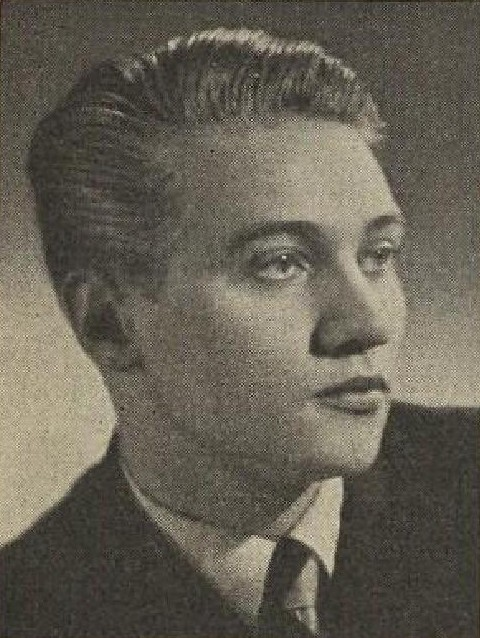
Rudolf Hrušínský, premi al millor actor

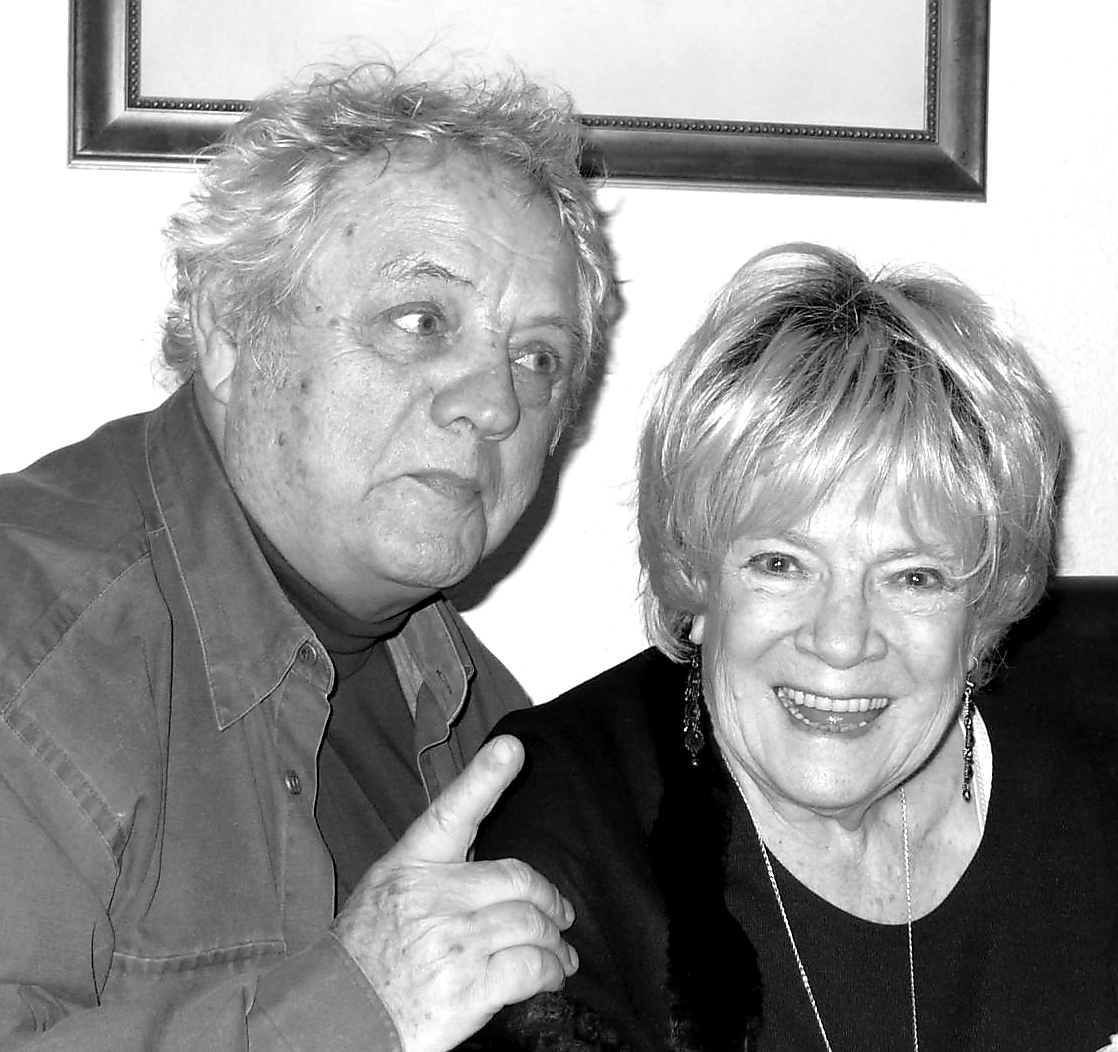
Stanislav Milota, premi a la millor fotografia

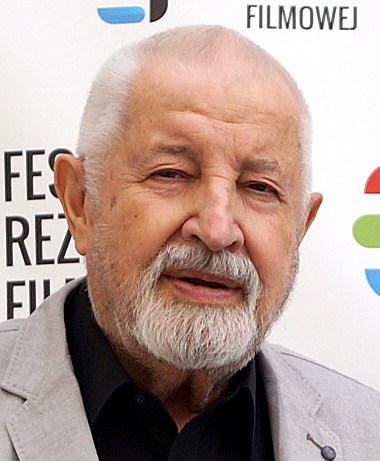
Janusz Majewski, premi al millor curtmetratge

## Pel·lícules exhibides

### Secció competitiva
- Four Moods de Li Han-hsiang, King Hu, Pai Ching-jui i Lee Hsing
- Z.P.G. de Michael Campus /
- Spalovac mrtvol de Juraj Herz
- Pánico en el Transiberiano d'Eugenio Martín Márquez [5]
- The Other de Robert Mulligan
- Chungnyeo de Kim Ki-young
- La Plus Longue Nuit du diable de Jean Brismée
- Los crímenes de Petiot de José Luis Madrid
- Doomwatch de Peter Sasdy
- System de Janusz Majewski
- Sexy Cat de Julio Pérez Tabernero
- Il delitto del diavolo de Tonino Cervi
- Noroi no yakata: Chi o suu me de Michio Yamamoto
- Aversión de Ramon Monfà Escolà
- Necromancy de Bert I. Gordon
- The Corpse de Viktors Ritelis
- La noche de los mil gatos de René Cardona Jr.
- Skazka o tsare Saltane d'Aleksandr Ptuixkó
- Le Rouge, le rouge et le rouge de Jean-Jacques Andrien

### Secció informativa
- Drácula contra Frankenstein de Jesús Franco Manera
- Der Gorilla von Soho, d'Alfred Vohrer
- El muerto hace las maletas de Jesús Franco Manera
- Esta Noite Encarnarei no Teu Cadáver de José Mojica Marins

### Secció retrospectiva
- Dementia (1955) de John Parker.[6]
- La Belle et la Bête (1946) de Jean Cocteau
- El fantasma va a l'Oest (1935) de René Clair

## Jurat
El jurat internacional era format per Luis García Berlanga, Alain Schockoff, Alejandro Vignati, Salvador Corberó i Josep Maria Caparrós Lera.

## Premis
Els premis d'aquesta edició foren:
| Categoria                               | Premiat                    | Treball         |
| --------------------------------------- | -------------------------- | --------------- |
| Medalla en Or al millor director        | Robert Mulligan            | The Other       |
| Medalla en Plata a la millor Pel·lícula | Spalovac mrtvol            | Juraj Herz      |
| Medalla en Plata al millor Curtmetratge | Janusz Majewski            | System          |
| Medalla en Plata al millor actor        | Rudolf Hrusínský           | Spalovac mrtvol |
| Medalla en Plata a la millor actriu     | Geraldine Chaplin          | Z.P.G.          |
| Medalla de Plata a la millor fotografia | Stanislav Milota           | Spalovac mrtvol |
| Medalla del CEC                         | Pánico en el Transiberiano |                 |